# Kōzaki
Kōzaki (神崎町, Kōzaki-machi) est un bourg du district de Katori, dans la préfecture de Chiba, au Japon.

## Géographie

### Démographie
Au 1er janvier 2014, la population de Kōzaki s'élevait à 6 315 habitants répartis sur une superficie de 19,85 km2.